# La Cova Fumada
|  | No s'ha de confondre amb Serra de la Cova Fumada. |

La Cova Fumada és un bar tradicional barceloní, fundat l'any 1944 o 1945 al barri de la Barceloneta. Propietat de Josep Maria i Magí Solé, és conegut per la creació de la bomba.
El local està situat al número 56 del carrer del Baluard, a tocar del mercat. Va inaugurar-se com a taverna, per després començar a servir menjar. La senyora Maria -àvia dels actuals amos- n'era la cuinera i el 1955 va crear la recepta de la bomba; una tapa cuinada amb patata i carn picada, arrebossada, fregida en oli i acompanyada de salsa picant, que amb el temps els proporcionaria fama internacional.
Una de les curiositats de La Cova Fumada és que no té cap rètol a la façana que n'indiqui el nom. El negoci manté bona part dels elements originals, tals com el portal de fusta, les finestres enreixades, la nevera i les taules, així com la distribució amb la cuina oberta. La pissarra del bar prioritza la cuina marinera i catalana: bacallà, sardines, calamars, patates braves, tripa o capipota.